# 拉巴斯省 (洪都拉斯)
拉巴斯省（西班牙語：La Paz），是宏都拉斯的一個省，位於該國西南部。面積2,331平方公里，2005年人口173,731人。首府拉巴斯市。